# Génération K
La génération K est le surnom donné, au milieu des années 1990 dans les ligues majeures de baseball en Amérique du Nord, à trois jeunes espoirs des Mets de New York, soit Bill Pulsipher, Jason Isringhausen et Paul Wilson, considérés par les médias comme la future génération de lanceurs prometteurs du club new-yorkais. Le surnom fait référence au terme de génération X en vogue dans les années 1990 et la lettre K fait référence à la notation des retraits au bâton (strikeout en anglais) dans le tableau des scores de baseball.
Si les performances et statistiques de ces trois espoirs des clubs-écoles des Mets de New York ont réellement été impressionnantes durant leur carrière en ligue mineure, leur arrivée dans les ligues majeures, au sein des Mets de New York, n'a jamais produit les résultats escomptés. Les trois joueurs n'ont pu finir la saison en raison de blessures, et seul Jason Isringhausen a eu une carrière importante dans les ligues majeures, notamment en tant que stoppeur pour les Athletics d'Oakland et les Cardinals de Saint-Louis.
Cette histoire est souvent prise en exemple dans le baseball pour montrer qu'un jeune lanceur, ayant de très bonnes statistiques en ligue mineure, ne fait pas spécialement un bon lanceur des ligues majeures ; plus précisément, selon Brian Cashman, directeur général des Yankees de New York, plus le bras d'un jeune lanceur est éprouvé, plus le lanceur sollicite son bras pour tenter de corriger le tir et plus il augmente ses chances de se blesser.